# Красный Восход (Иглинский район)
Кра́сный Восхо́д (баш. Красный Восход) — село в Иглинском районе Республики Башкортостан Российской Федерации. Административный центр Красновосходского сельсовета.

## География

### Географическое положение
Расстояние до:
- районного центра (Иглино): 85 км,
- ближайшей ж/д станции (Улу-Теляк): 12 км.

## Население
| 2002 | 2009 | 2010 |
| ---- | ---- | ---- |
| 911  | ↘872 | ↘842 |

### Национальный состав
Согласно переписи 2002 года, преобладающие национальности — русские (51 %), башкиры (30 %).